# Korwinów (przystanek kolejowy)
Korwinów – przystanek kolejowy w Korwinowie, w województwie śląskim, w Polsce. Znajdują się tu 2 perony.

## Ruch pasażerski[1]
| Rok  | Wymiana pasażerska na dobę | Miejsce w Polsce |
| ---- | -------------------------- | ---------------- |
| 2017 | 100-149                    | bd.              |
| 2018 | 100-149                    | bd.              |
| 2019 | 100-149                    | 1063.            |
| 2020 | 100-149                    | 928.             |
| 2021 | 100-149                    | 891.             |
| 2022 | 150-199                    | 934.             |
| 2023 | 200-299                    | 890.             |
| 2024 | 200-299                    | 839.             |

## Połączenia
- Częstochowa
- Gliwice
- Katowice
- Łazy
- Myszków
- Zawiercie